# Cathrine Roll-Matthiesen
Cathrine Roll-Matthiesen, de soltera Svendson (Porsgrunn, 23 de septiembre de 1967) es una exjugadora de balonmano noruega. Consiguió 2 medallas olímpicas de plata.